# 阿卡迪亚大学
阿卡迪亚大学（英語：Acadia University）是一所位于加拿大新斯科舍省的公立大学。学校主要提供学士课程，一些硕士课程和一个博士课程。

## 历史
学校创建于1838年，最初名为女王学院，之后改名为阿卡迪亚学院，学校有着强烈的浸礼宗宗教背景。

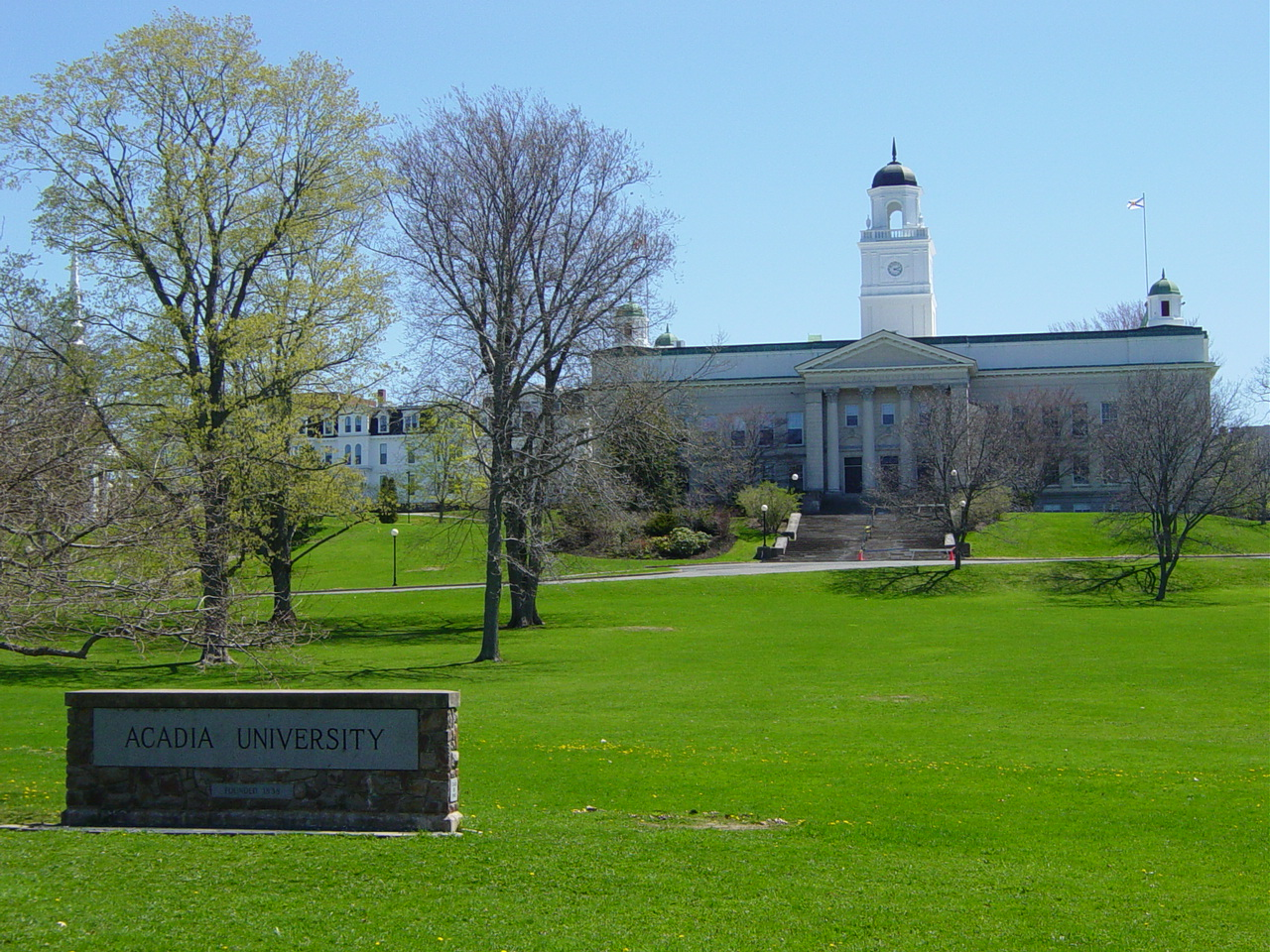
学校礼堂